# 1924 في النرويج
فيما يلي قوائم الأحداث التي وقعت خلال عام 1924 في النرويج.

## سياسة

### تعيين في المنصب
- 25 يوليو – رولف جاكوبسن وزير الدفاع [الإنجليزية]‏.
- 25 يوليو – يوهان لودفيغ موفينكل وزير الخارجية في النرويج، رئيس وزراء النرويج.

### انتهاء فترة المنصب
- 1 يناير – أندرياس هانسن عضو برلمان النرويج  [لغات أخرى]‏.
- 1 يناير – أوتو باهر هالفورسن عضو برلمان النرويج  [لغات أخرى]‏.
- 1 يناير – أوسكار لودفيغ لارسن عضو برلمان النرويج  [لغات أخرى]‏.
- 1 يناير – أوفه أندرسن عمدة آرندال ‏.
- 1 يناير – أول جون اولسن نائب عضو برلمان النرويج  [لغات أخرى]‏.
- 1 يناير – جوهانس بيرغ عضو برلمان النرويج  [لغات أخرى]‏.
- 1 يناير – كورنيليوس برنهارد هانسن نائب عضو برلمان النرويج  [لغات أخرى]‏.
- 1 يناير – ليف جورج فرديناند بانغ نائب عضو برلمان النرويج  [لغات أخرى]‏.
- 1 يناير – مارتن يوليوس هالفورسن نائب عضو برلمان النرويج  [لغات أخرى]‏.
- 1 يناير – هارالد هالفورسن عضو برلمان النرويج  [لغات أخرى]‏.
- 1 يناير – يوهان لودفيغ موفينكل عضو برلمان النرويج  [لغات أخرى]‏.
- 1 يناير – يوهان نيغورسفول عضو برلمان النرويج  [لغات أخرى]‏.
- 1 يناير – مارتن يوليوس هالفورسن نائب عضو برلمان النرويج  [لغات أخرى]‏.
- 25 يوليو – أبراهام تيودور بيرغه رئيس وزراء النرويج، Minister of Finance of Norway ‏.

## رياضة
- 1 يناير – كأس النرويج 1924 الفائز نادي أود.

## مواليد

### يناير
- 17 يناير – بيورن غوندرسن واثب عالي نرويجي.

### مارس
- 1 مارس – كلوز فايسه ممثل نرويجي.
- 20 مارس – بير ياكوبسن لاعب كرة قدم نرويجي.
- 23 مارس – بيتر إف. هيورت بروفيسور نرويجي.
- 23 مارس – بيورن جي. أندرسن لاعب كرة قدم نرويجي.

### أبريل
- 23 أبريل – مارجيت ساندمو مؤلفة نرويجية سويدية.

### مايو
- 23 مايو – راجنار هالفورسن
- 28 مايو – غونار يونسن

### أغسطس
- 14 أغسطس – سفيري فيهن مهندس معماري نرويجي.
- 15 أغسطس – أنطون بلوم صحفي نرويجي.
- 23 أغسطس – إنج بولسن لاعب كرة قدم نرويجي.
- 31 أغسطس – ثور بيدرسن مُجدّف نرويجي.

### سبتمبر
- 1 سبتمبر – كريستيان فريدريك بورشجريفينك

### أكتوبر
- 18 أكتوبر – إيجل هوفلاند ملحن نرويجي.
- 18 أكتوبر – بيورن لارسون مصارع هاوي نرويجي.
- 22 أكتوبر – إريك بورغ

### نوفمبر
- 7 نوفمبر – غوستا آدمسون مُجدّف سويدي.
- 23 نوفمبر – إنجيبورغ نيلسون متزلجة فنية نرويجية.

## وفيات

### فبراير
- 3 فبراير – أكسل كريستيان زيتليتز كيلاند (مواليد 1853) سياسي نرويجي.
- 9 فبراير – نيلس كيير (مواليد 1870) كاتب نرويجي.

### مارس
- 4 مارس – ليف إريشسن (مواليد 1888)
- 24 مارس – جون بولسن (مواليد 1851) مؤلف نرويجي.

### يوليو
- 6 يوليو – أول توبياس اولسن (مواليد 1830)

### سبتمبر
- 14 سبتمبر – كونراد ماجنوسون (مواليد 1874) منافِس أوليمبي من الولايات المتحدة الأمريكية.
- 29 سبتمبر – راجنا فيلهيلمين نيلسن (مواليد 1845) مدربة نرويجية.

### نوفمبر
- 17 نوفمبر – كونراد هيرش (مواليد 1900) لاعب كرة قدم سويدي.

### ديسمبر
- 8 ديسمبر – كارل أنطون لارسن (مواليد 1860) مستكشف نرويجي.